# Formel 5000

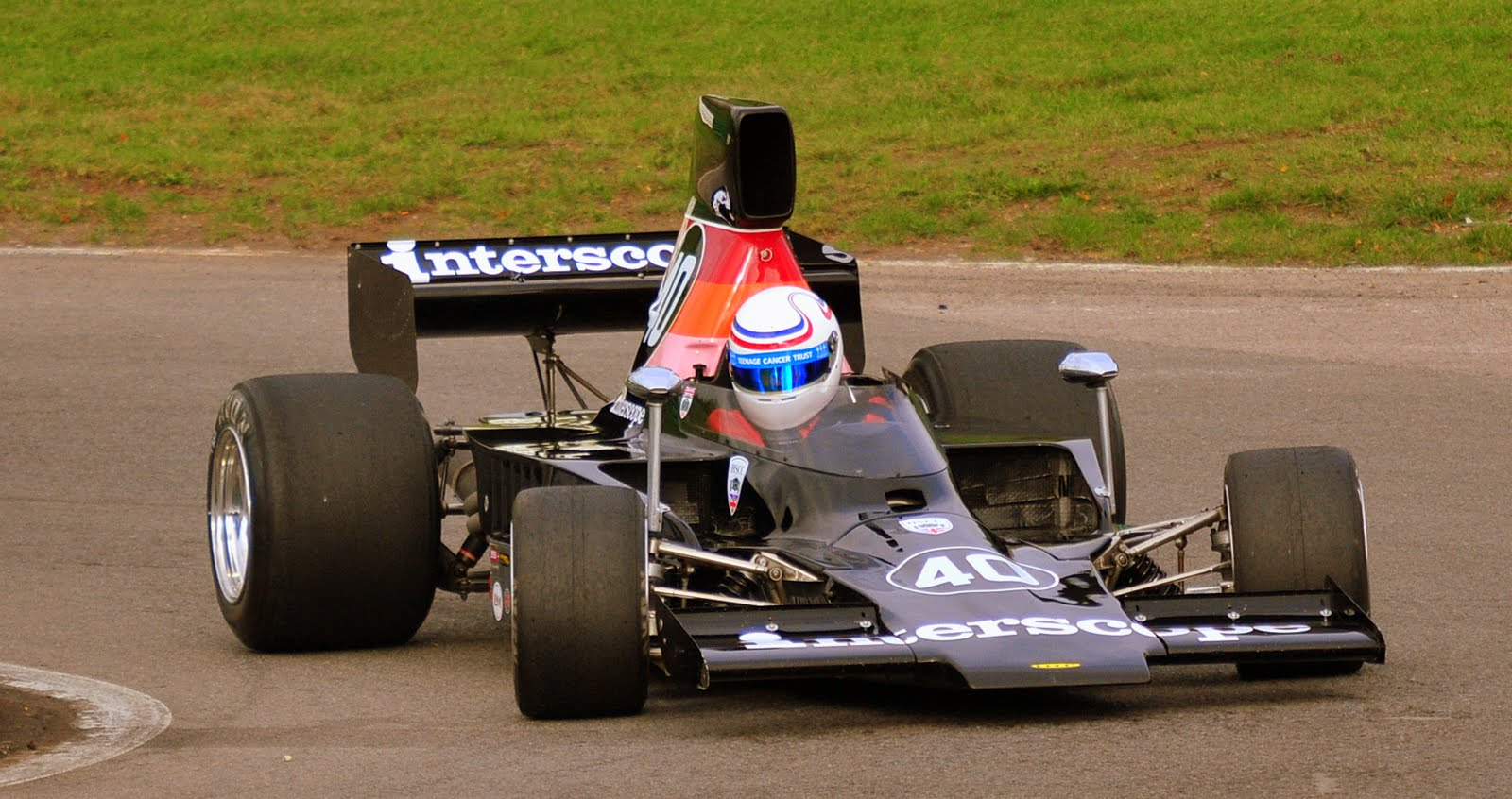
Lola T332 formel 5000-bil.

Formel 5000 eller F5000 är en formelbilsklass som tävlade i nationella mästerskap mellan 1968 och 1982. 
Formel 5000 introducerades av Sports Car Club of America som en del av deras Formel A-klass, där formelbilar av olika ursprung tävlade. F5000-bilarna använde V8-motorer med max fem liters slagvolym från olika amerikanska biltillverkare. Formeln spred sig snart till andra länder och bilar tillverkades av välrenommerade märken som Chevron, Eagle, Lola, Lotus, March och McLaren.

## Nationella F5000-mästerskap
- USA:s F5000-mästerskap
- Brittiska F5000-mästerskapet
- Tasman Series (åren 1970 - 1975)
- Rothmans International Series (Australien)